# Air Charter Service
Air Charter Service (ACS) ist ein britischer Dienstleister für nationale und internationale Charterflüge mit 21 Büros auf sechs Kontinenten.
ACS arrangiert Charterflüge mit Helikoptern, Privat- und Commercial-Jets sowie Cargo-Flugzeugen für Einzelpersonen, Gruppen und Logistikunternehmen. Weitergehende Dienstleistungen umfassen u. a. Onboard-Kurierdienste, Aircraft Sales und Luftevakuierungen aus Krisengebieten.

## Geschichte
Seit seiner Gründung im Jahre 1990 im Familienhaus des Firmengründers Chris Leach hat sich das Unternehmen von einem Kleinunternehmen zu einem weltweit operierenden Netzwerk aus 21 Büros auf sechs Kontinenten entwickelt. ACS schließt jährlich mehr als 14.000 Charterverträge ab. 
2015 gab Air Charter Service eine Investition in Höhe von 15 Millionen US-Dollar in modernste Chartertechnologie in den kommenden fünf Jahren bekannt.